# SUPERMARKET FANTASY
《SUPERMARKET FANTASY》(슈퍼마켓 판타지)는 Mr.Children의 열세 번째 정규 음반이다. 2008년 12월 10일 토이즈팩토리에서 발매했다.

## 개요
- 전작 커플링집 음반 《B-SIDE》로부터 1년 7개월, 정규 음반으로는, 《HOME》으로부터 약 1년 9개월 만의 앨범이다. 《HOME》때와 같이 앨범 발표 시에 전국 투어 개최도 동시에 발표됐다.
- 첫회 한정판에는 DVD가 붙어 있어, 《MUSIC CLIPS 2007-2008 ~SUPERMARKET FANTASY~》라는 제목으로 〈다비다치노 우타 LIVE Ver.〉, 〈GIFT〉, 〈HANABI〉, 〈하나노 니오이〉, 〈에소라〉의 뮤직비디오가 가 수록되어있다.
- Mr.Children의 음반이 첫회출하분부터 첫회 한정판과 통상반으로 나뉘어있는 것은 이번이 처음이다.
- 오리콘 차트에서 첫 주 판매량은, 정규 앨범인 전 전작, 전작 《HOME》을 웃돌아, 2008년에 발매된 정규 앨범 가운데서 가장 높은 숫자를 기록했다.[1]

## 수록곡
| #             | 제목                                                                            | 재생 시간 |
| ------------- | ------------------------------------------------------------------------------- | --------- |
| 1.            | 슈마쓰노 콘피던스송 (終末のコンフィデンスソング 종말의 Confidence Song[*])      | 5:11      |
| 2.            | HANABI                                                                          | 5:43      |
| 3.            | 에소라 (エソラ 공상[*])                                                         | 5:06      |
| 4.            | 고에 (声 목소리[*])                                                             | 4:17      |
| 5.            | 쇼넨 (少年 소년[*])                                                             | 5:38      |
| 6.            | 다비다치노 우타 (旅立ちの唄 여행의 노래[*])                                     | 5:37      |
| 7.            | 구치가스벳테 (口がすべって 입을 놀려서[*])                                      | 4:13      |
| 8.            | 스이조버스 (水上バス 수상버스[*])                                               | 5:05      |
| 9.            | 도쿄 (東京)                                                                     | 4:37      |
| 10.           | 로큰롤 (ロックンロール)                                                         | 3:31      |
| 11.           | 히쓰지, 호에루 (羊、吠える 양, 으르렁거리다[*])                                 | 4:40      |
| 12.           | 가제토 호시토 메비우스노 와 (風と星とメビウスの輪 바람과 별과 뫼비우스의 띠[*]) | 5:17      |
| 13.           | GIFT                                                                            | 5:44      |
| 14.           | 꽃의 향기 (花の匂い 하나노 니오이[*])                                           | 5:10      |
| 총 재생 시간: | 총 재생 시간:                                                                   | 69:49     |

## 차트 순위
| 차트                           | 최고 순위 | 판매량    |
| ------------------------------ | --------- | --------- |
| 오리콘 주간 음반               | 1         | 707,763   |
| 빌보드 재팬 탑 음반            | 1         |           |
| 오리콘 연간 음반 (2009년)      | 2         | 1,251,148 |
| 빌보드 재팬 연간 음반 (2009년) | 3         |           |

| 기관        | 인증   | 출하수     |
| ----------- | ------ | ---------- |
| 일본 (RIAJ) | 밀리언 | 1,000,000+ |